# Българско клавирно трио
„Българско клавирно трио“ е първото клавирно трио в България.
Създадено е през 1953 година в състав: Петър Арнаудов (цигулка), Еми Бехар (пиано) и Владимир Дойчинов (виолончело). Триото изнася редовно концерти в София и провинцията.
Лауреат е на Второто общобългарско състезание за инструменталисти (втора награда).